# Awaous
Awaous es un género de peces de la familia de los Gobiidae en el orden de los Perciformes.

## Especies
- Awaous acritosus (Watson, 1994)
- Awaous aeneofuscus (Peters, 1852)
- Awaous banana (Valenciennes, 1837)
- Awaous commersoni (Schneider, 1801)
- Awaous flavus (Valenciennes, 1837)
- Awaous fluviatilis
- Awaous grammepomus (Bleeker, 1849)
- Awaous guamensis (Valenciennes, 1837)
- Awaous lateristriga (Duméril, 1861)
- Awaous litturatus (Steindachner, 1861)
- Awaous macrorhynchus
- Awaous melanocephalus (Bleeker, 1849)
- Awaous nigripinnis (Valenciennes, 1837)
- Awaous ocellaris (Broussonet, 1782)
- Awaous pallidus
- Awaous personatus (Bleeker, 1849)
- Awaous tajasica (Lichtenstein, 1822)